# Shangwua
Shangwua é um género de plantas com flores pertencentes à família Asteraceae.
A sua área de distribuição nativa é do Afeganistão à Ásia Central e centro-sul da China.
Espécies:
- Shangwua denticulata (DC.) Raab-Straube & Yu J.Wang
- Shangwua jacea (Klotzsch) Yu J.Wang & Raab-Straube
- Shangwua masarica (Lipsky) Yu J.Wang & Raab-Straube